# Tiraj
Tirajul reprezintă numărul de exemplare în care se tipărește o carte sau o publicație periodică, cum ar fi ziarele și revistele.

## În artă
În artă înseamnă totalitatea exemplarelor identice ale unei opere produsă cu ajutorul unei tehnici ce permite reproducerea prin gravură, fotografie, video.
Exemplarele și tirajul sunt considerate opere originale și autentice dacă sunt semnate și numerotate de către autor.
De regulă numerotarea se face exemplar/tiraj, 2/50 însemnând că este al doilea exemplar dintr-un tiraj total de 50.